# Vang
Gmina Vang (norw. Vang kommune) – norweska gmina leżąca w regionie Oppland. Jej siedzibą jest miasto Vang i Valdres.
Vang jest 50. norweską gminą pod względem powierzchni.

## Geografia

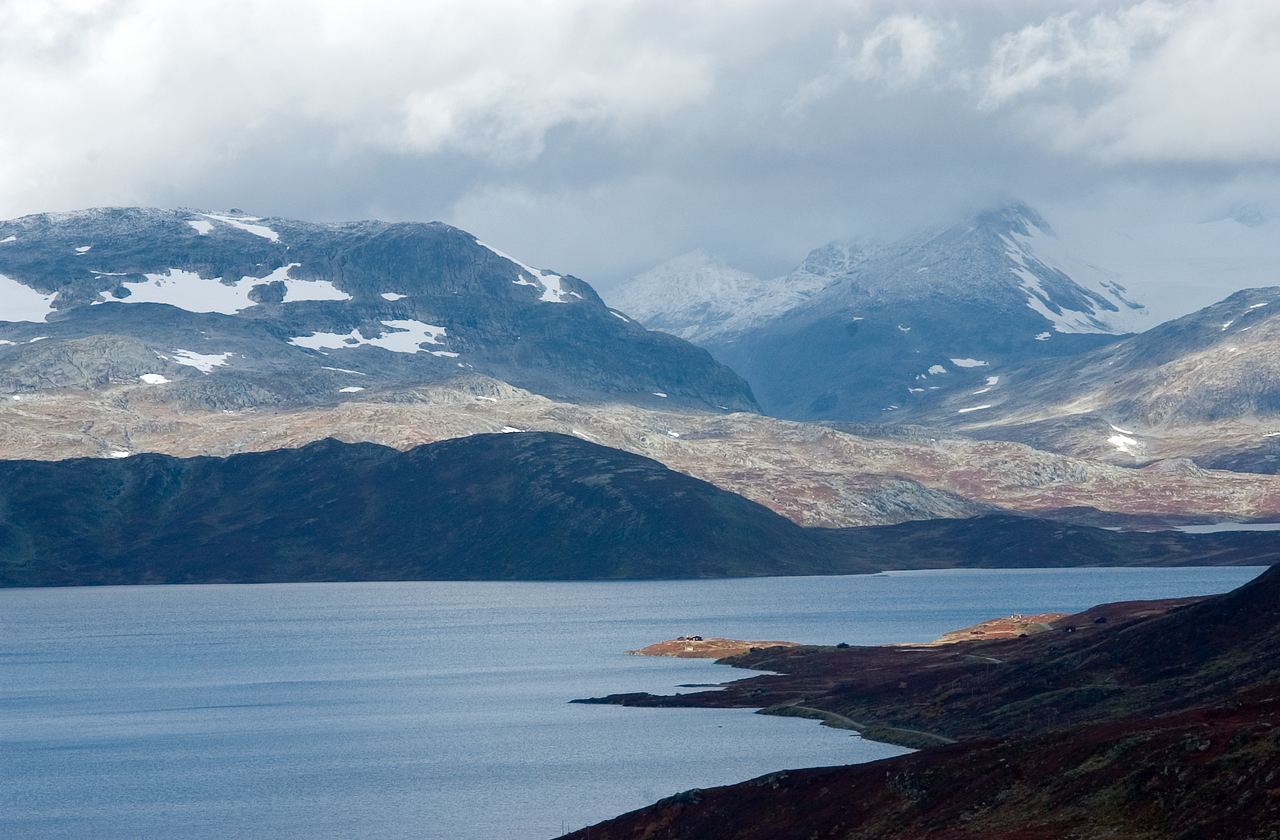
Widok na jezioro Tyin. W tle – łańcuch górski Jotunheimen

Gmina ma 56 km rozciągłości południkowej i 47,3 km rozciągłości równoleżnikowej. W jej zachodniej części rozciąga się łańcuch górski Filefjell, a w północnej – Jotunheimen.
88% powierzchni gminy znajduje się powyżej 900 m n.p.m. Najwyższe szczyty wznoszą się na granicy z gminą Vågå: Vestre Kalvehøgde (2208 m n.p.m.) i Rasletind (2105 m n.p.m.). Na granicy z gminą Øystre Slidre znajduje się szczyt Bitihorn (1607 m n.p.m.). Najniżej położonym punktem gminy (363 m n.p.m.) jest ujście rzeki Begna do jeziora Slidrefjorden.
Gmina bogata jest w jeziora; największe z nich to Tyin, Sulevatnet, Nørdre Syndin, Vangsmjøse, Øyangen (wspólnie z gminą Øystre Slidre), Bygdin, Helin, Vinstre, Steinbusjøen i Fleinsendin. W sumie 13% powierzchni gminy pokryte jest wodą.

## Demografia
Według danych z roku 2005 gminę zamieszkuje 1613 osób. Gęstość zaludnienia wynosi 1,07 os./km². Pod względem zaludnienia Vang zajmuje 360. miejsce wśród norweskich gmin.
| ludność stan na 1 stycznia 2005 |         |           |       |
|                                 | kobiety | mężczyźni | razem |
| osób                            | 800     | 813       | 1613  |
| %                               | 49,6%   | 50,4%     | 100%  |

| wykształcenie stan na 1 października 2004 |        |         |        |        |
|                                           | podst. | średnie | wyższe | niezn. |
| osób                                      | 280    | 789     | 191    | 41     |
| %                                         | 21,52% | 60,65%  | 14,68% | 3,15%  |

## Edukacja
Według danych z 1 października 2004:
- liczba szkół podstawowych (norw. grunnskolar): 4
- liczba uczniów szkół podst.: 222

## Władze gminy
Według danych na rok 2011 administratorem gminy (norw. rådmann) jest Reidar Thune, natomiast burmistrzem (norw. ordfører, d. borgermester) jest Knut O Haalien.

## Zabytki
Najważniejszym zabytkiem gminy jest kościół słupowy Øye stavkirke z 1250 roku.